# Alex Chow
Alex Chow Wing Hong (čínsky: 周永康; Zhou Yongkang, narozen 18. srpna 1990) je hongkongský sociální aktivista a bývalý generální tajemník Hongkongské federace studentů a místopředseda Svazu studentů Hongkongské univerzity. Roku 2014 byl Chow jedním z hlavních organizátorů kampaně Occupy Central a sit-in demonstrace na Chater Road v centru Hongkongu, kterou nakonec rozehnala policie. Pracoval také jako novinář v prodemokratických místních novinách Ming Pao. Roku 2017 vězněn, po odchodu do exilu je doktorandem na Fakultě geografie na Kalifornské univerzitě v Berkeley.

## Život
Dne 1. července 2014 po každoročním prodemokratickém shromáždění studentů hongkongských vysokých škol zorganizoval na Chater Road v centru Hongkongu demonstraci v sedě, kterou násilně rozehnala policie a zatkla přitom 511 lidí. Tehdy se nechal slyšet, že "nestačí opakovat pochod a shromáždění každý rok. Musíme ho povýšit na hnutí občanské neposlušnosti". Později napsal, že "v uplynulých 30 letech bylo hnutí za demokracii příliš pomalé a zdlouhavé. Síla občanské neposlušnosti spočívá ... v krvi a slzách všech, kteří za tímto bojem stojí".
V raných fázích deštníkového hnutí byl vlivným organizátorem a radikálním řečníkem, zastáncem zapojení všech obyvatel Hongkongu (Chow: "Toto není studentské hnutí, toto je hnutí hongkongských obyvatel.") Byl několikrát zatčen za občanskou neposlušnost a bylo proti němu vzneseno pět obvinění. Deníku The New York Times řekl, že "obyvatelé mohou obsadit různé vládní budovy". 5. října, když Federace studentů souhlasila s dialogem s vládou, Chow oznámil, že rozhovory budou odvolány, pokud dojde k pokusům o násilné rozehnání protestujících. V projevu v hlavním protestním táboře vysvětlil: "Dialog není kompromis. Začneme sjednávat rozhovory s vládou, protože chápeme, že jak ve vládě, tak zde jsou lidé, kteří chtějí řešit problémy společnosti. Nebudeme ustupovat."
Poté, co se Chow a další dva studenti pokusili zorganizovat setkání s úředníky prostřednictvím místních kanálů, jim bylo zabráněno v cestě do pevninské Číny, kde se chtěli obrátit s peticí na představitele čínské vlády. Skupina, kterou tvořili Chow, Nathan Law a Eason Chung, se při pokusu o odlet 15. listopadu od úředníků letecké společnosti dozvěděla, že jim pevninské úřady zrušily povolení k návratu domů.
V roce 2016 Chow zahájil magisterské studium na London School of Economics. 21. července 2016 byli Chow a dva další prominentní hongkongští prodemokratičtí studentští vůdci, Nathan Law a Joshua Wong, obviněni z nezákonného shromažďování (Nathan Law z podněcování) na Občanském náměstí v ústředním vládním komplexu v Tamaru během protestu, který v roce 2014 odstartoval 79denní protestní akci Occupy. 15. srpna byl původně odsouzen ke třem týdnům odnětí svobody s podmíněným odkladem. O rok později mu byl trest po odvolání vlády k Nejvyššímu soudu zvýšen na sedm měsíců. Odsouzení, pokud by nebylo v odvolacím řízení zrušeno, znamenalo že Chow bude až do července 2021 diskvalifikován z možnosti kandidovat ve volbách do Legislativní rady.
Odsouzení tří studentů vyvolalo ohlas v zahraničí, kde jsou považováni za politické vězně. V době Chowova uvěznění se London School of Economics, na které Chow studoval, obrátila na vládu Spojeného království i Hongkongu s žádostí o ujištění o Chowově bezpečí poté, co petice na jeho podporu shromáždila téměř 5 000 podpisů. Bývalý guvernér Hongkongu Chris Patten prohlásil, že jejich jména budou připomínána "ještě dlouho poté, co si nikdo nebude pamatovat, kdo jsem byl já, a možná si nikdo nebude pamatovat, kdo byl prezident Si Ťin-pching." Maya Wangová uvedla, že hongkongská vláda využila tohoto případu k tomu, aby zjistila, jak daleko může zajít při stíhání politických zločinců, a "zdvojnásobila úsilí o oslabení prodemokratických hlasů", přičemž dodala, že "nikdo by neměl být stíhán za pokojný protest".
V únoru 2018 Chow, Law a Wong dosáhli u odvolacího soudu zrušení rozsudků odnětí svobody poté, co pětičlenný soudní senát uvedl, že tyto rozsudky uplatňují novou normu retroaktivně. 1. února 2018 oznámila skupina amerických zákonodárců z obou stran zastoupených ve sněmovně a vedená předsedou Kongresové výkonné komise pro Čínu (CECC), americkým senátorem Marcem Rubiem a spolupředsedou americkým zástupcem Chrisem Smithem, že nominovala Joshuu Wonga, Nathana Lawa, Alexe Chowa a celé Deštníkové hnutí na Nobelovu cenu za mír za rok 2018 za "jejich mírové úsilí o politickou reformu a ochranu autonomie a svobod zaručených Hongkongu ve společné čínsko-britské deklaraci".
Dokument o protestním hnutí v Hongkongu roku 2019 s názvem ‘Revolution of Our Times’ natočil tajně režisér Kiwi Chow. Roku 2021 ho uvedl Filmový festival v Cannes.
Od roku 2020 je doktorandem geografie na Kalifornské univerzitě v Berkeley. Zabývá se politicko-ekonomickým rozvojem a životním prostředím v Číně a na Tchaj-wanu, náboženstvím a emocemi. Je také spoluzakladatelem časopisu Flow, prvního hongkongského diasporního časopisu, který se zaměřuje na kritický pohled na politický a sociokulturní vývoj Hongkongu.

### Hong Kong Charter 2021
Skupina osmi hongkongských exilových aktivistů (Nathan Law, Ted Hui, Glacier Kwong, Sunny Cheung, Brian Leung, Ray Wong, Baggio Leung, Alex Chow) vydala 14. března "Hongkongskou chartu 2021", která představuje závazek pokračovat v prodemokratickém hnutí za Hongkong a vytvořit rámec pro mezinárodní advokační činnost. V souvislosti s posledními kroky Číny, která zatkla většinu prodemokratických vůdců a přepsala volební pravidla v Hongkongu, skupina, která pochází z prodemokratických hnutí, zdůraznila význam budování nestranické fronty mezi hongkongskými diasporami.
"Občané Hongkongu v diaspoře budou mluvit o tom, o čem se nyní v Hongkongu mluvit nedá, a využijí vzácné svobody, kterou máme, aby se zastali těch, kteří jsou umlčováni vládou teroru v Hongkongu, [...] zůstaňte jednotní a neupadněte do pasti vnitřních konfliktů." Druhá část charty zdůrazňuje jedinečnost identity Hongkongčanů a jejich právo rozhodovat o budoucnosti a záležitostech Hongkongu. Zavazuje se pokračovat v mezinárodní kampani za zrušení drakonického Zákona o národní bezpečnosti a za skutečně demokratický systém v Hongkongu, který by se vymanil z čínské kontroly. Třetí část definuje zrušení "diktatury jedné strany" v Číně jako zásadní krok k realizaci demokracie a svobody. Mezinárodní hongkongské prodemokratické hnutí se zavazuje připojit se k ostatním proti digitální totalitě, kulturním čistkám a genocidě Čínské komunistické strany ve Vnitřním Mongolsku, Tibetu, Sin-ťiangu a vůči dalším etnickým menšinám, jakož i vojenskému zastrašování Tchaj-wanu. V závěrečné části se uvádí, že hongkongské hnutí bude aktivně propojovat zastánce demokracie, svobody, sociální a environmentální spravedlnosti po celém světě s cílem prosazovat univerzální hodnoty svobody, autonomie, spravedlnosti, rozmanitosti, rovnosti a demokracie proti expanzi totalitních režimů.
Nathan Law v této souvislosti prohlásil: "Jsme zde, abychom projevili solidaritu a povzbudili lidi bojující proti politickému útlaku ze strany Čínské komunistické strany, aby se nevzdávali. Doufáme také, že naše zámořská komunita bude i nadále podporovat základní hongkongské hodnoty demokracie, svobody a lásky k městu."
Alex Chow, který studuje městskou geografii v USA, říká, že "zámořští obyvatelé Hongkongu se musí zapojit do různých globálních bojů, včetně boje za spravedlnost v oblasti životního prostředí a lidských práv, a lobbovat v jiných zemích za změnu diplomatických vztahů s Čínou. Říká, že hongkongský příběh nebude tragédií, dokud budou lidé pokračovat ve svém boji: Hongkongčané, ať už v Hongkongu nebo v zámoří, jsou schopni překonat scénář napsaný státem a místo toho napsat svůj vlastní příběh."

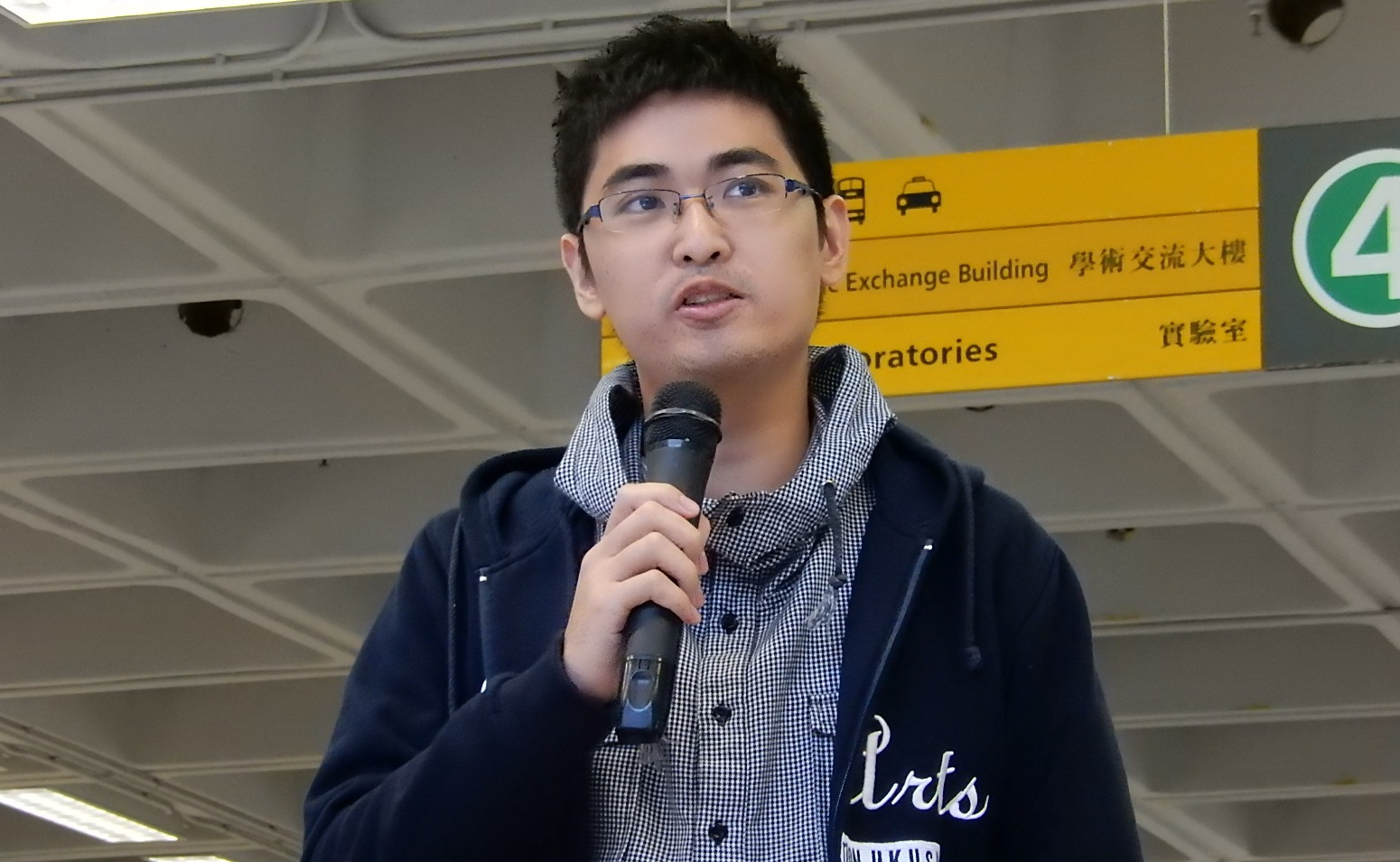
Alex Chow (2014)
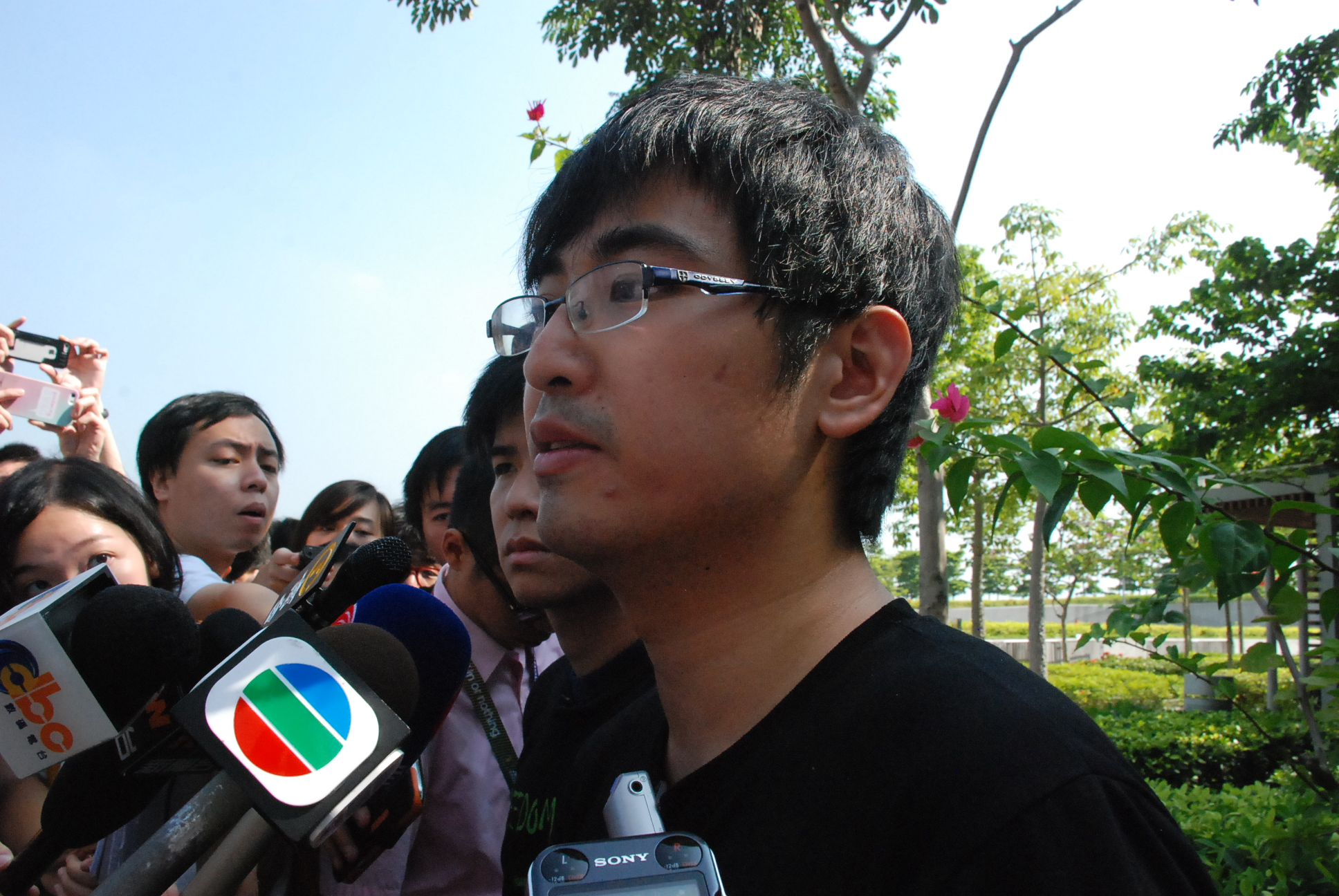
Alex Chow, generální tajemník Hongkongské federace studentů (2014)
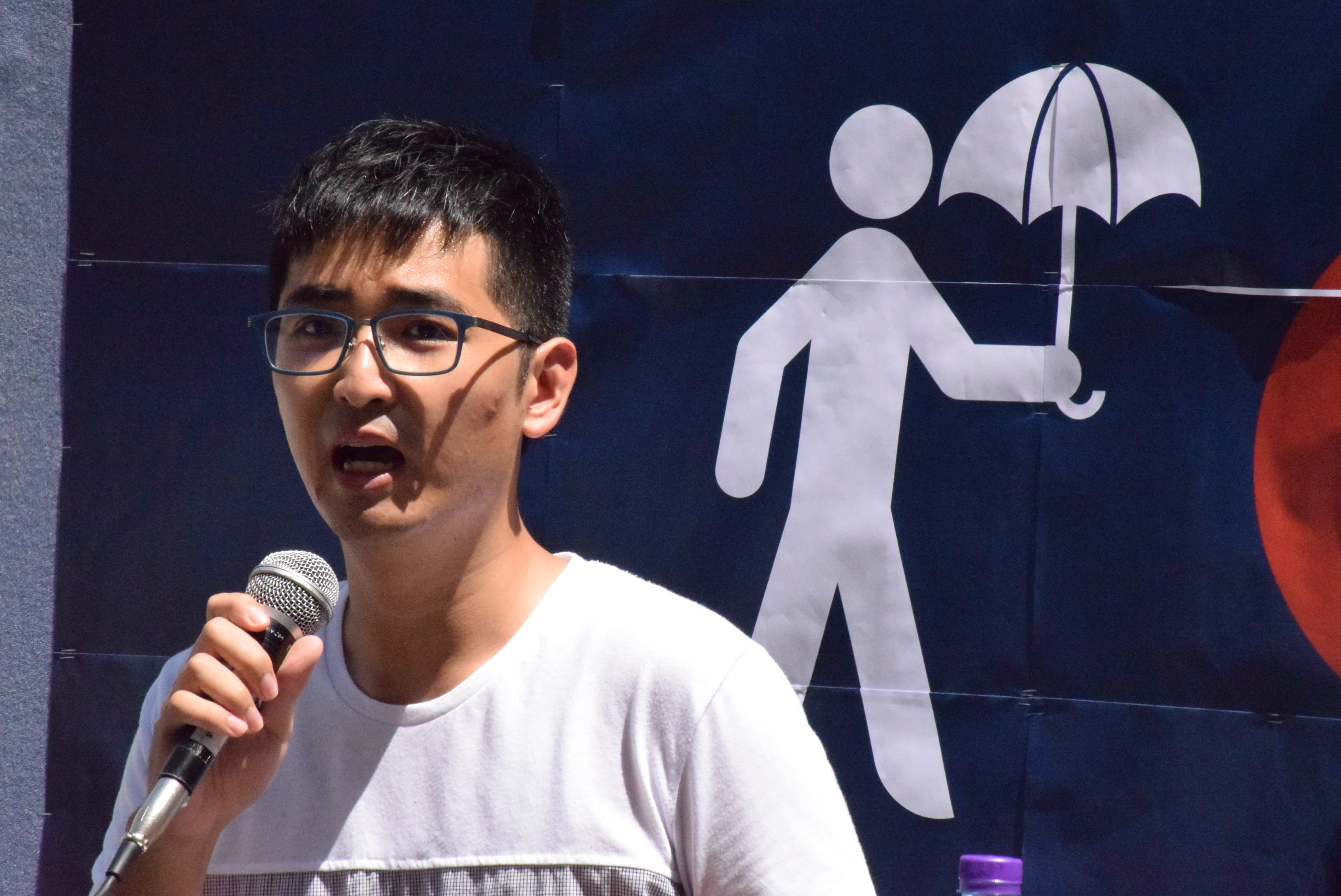
Alex Chow (2015)
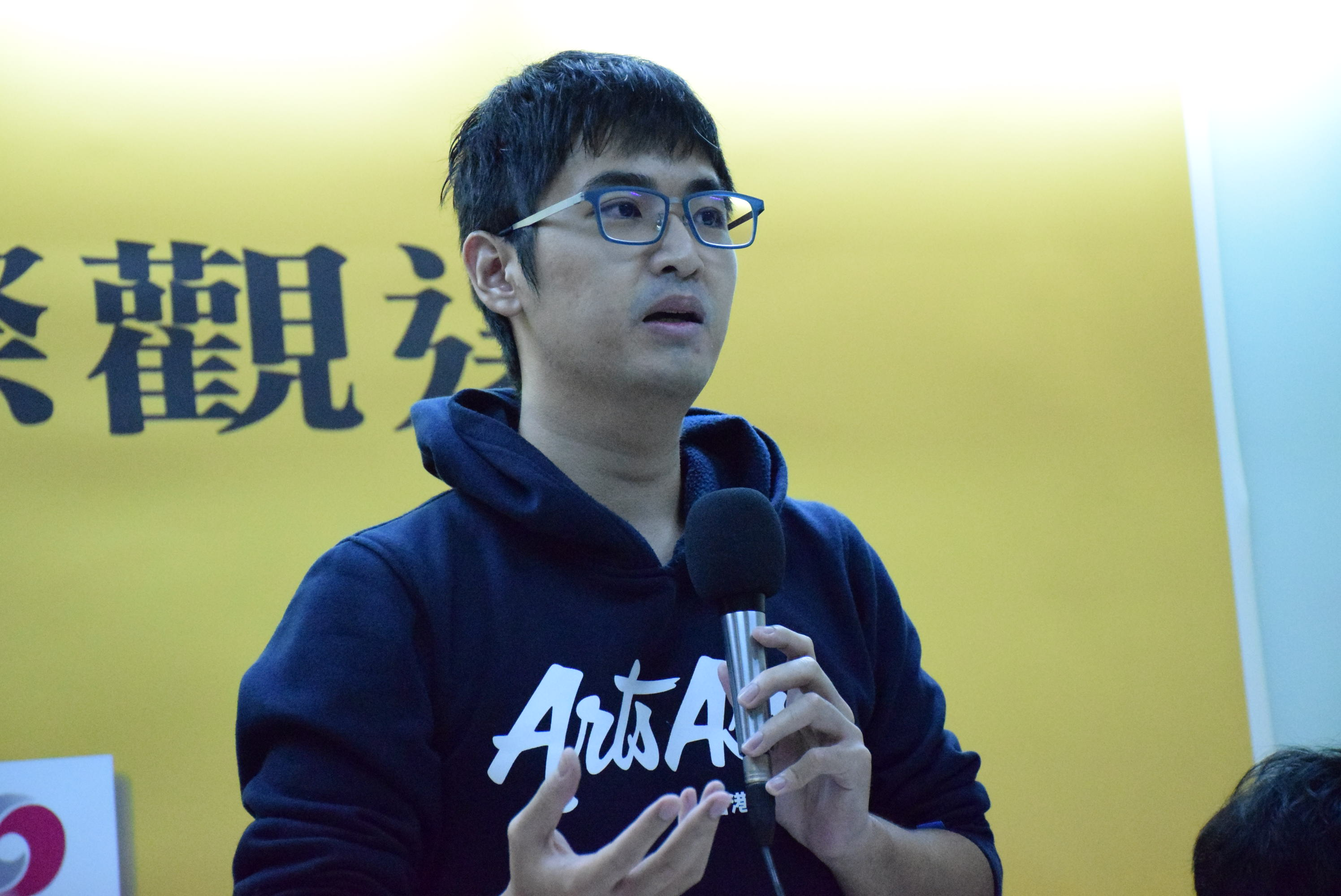
Alex Chow, Akademie čínské demokracie na Tchaj-wanu (2016)
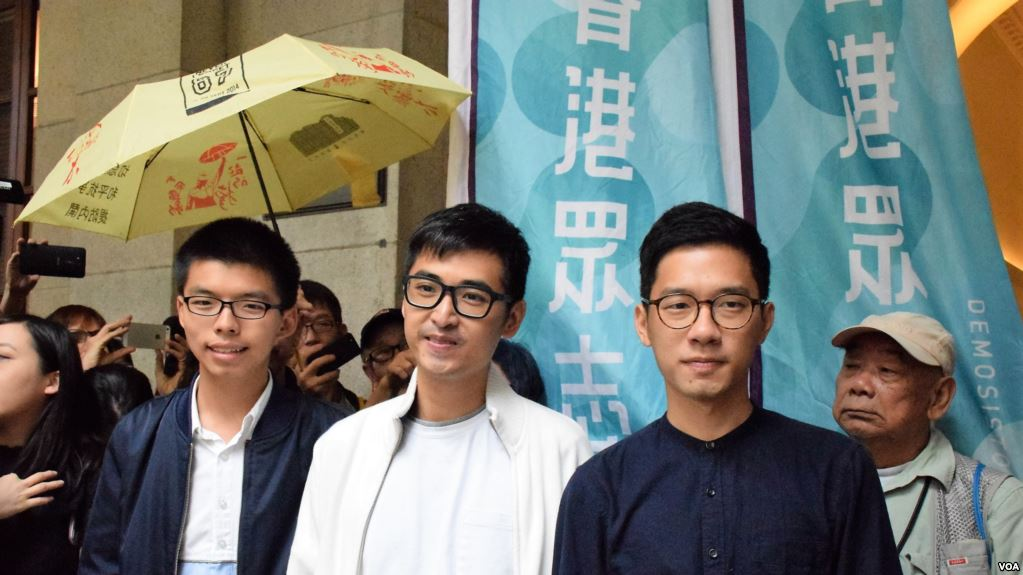
věznění studentští lídři Joshua Wong, Alex Chow, Nathan Law (2017)
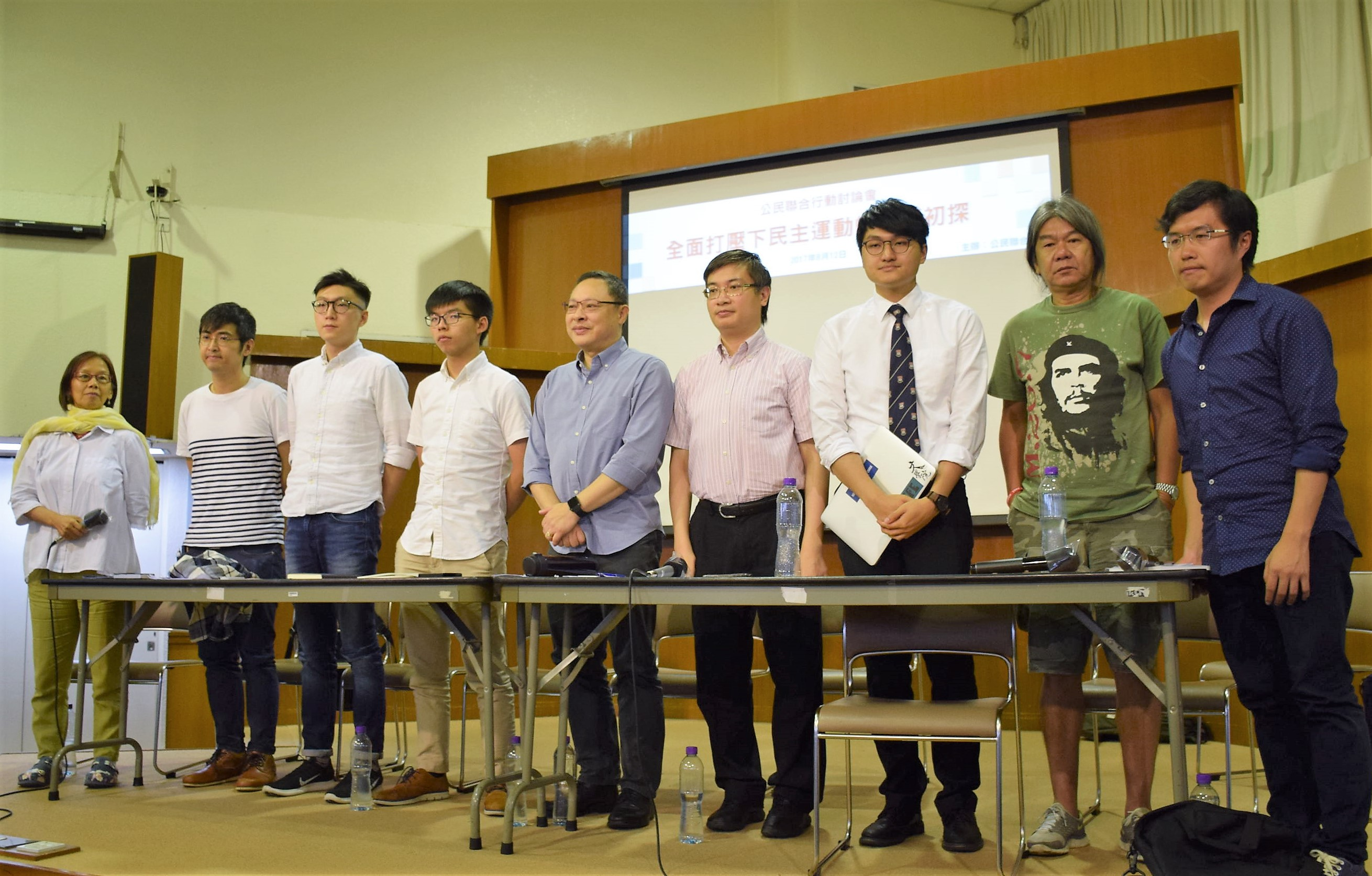
první mezistranické fórum v Hongkongu roku 2017